# Paaschberg (Lochem)
De Paaschberg is een circa 25 meter hoge heuvel ten zuiden van de stad Lochem in de Nederlandse provincie Gelderland.
De Paaschberg is een onderdeel van de stuwwal waarvan de Lochemse Berg het hoogste punt vormt. De heuvel bevindt zich ten noorden van de Lochemse Berg. Het zuidelijk deel van Lochem is gedeeltelijk op de hellingen van de Paaschberg gebouwd.
De stuwwal bij Lochem is tijdens het Saalien ontstaan uit gestuwd materiaal uit afzettingen van de riviersedimenten door landijslobben uit het noordoosten.